# Izzy Izumi
Kōshirō "Izzy" Izumi (japanski: 泉 光子郎) je fiktivni lik iz Digimon franšize koji se pojavljuje u prvoj i drugoj sezoni animea. 
Njegov partner kroz obe sezone je domišljati i pomalo nervozni Tentomon, insektoidni Digimon na Rookie levelu. Sam Izzy je računalni genije i iznimno inteligentan te stalno pokušava objasniti ili otkriti nove stvari pomoći svog "PiBook" laptopa. Izzy je usvojen, te tako od ranog djetinjstva stanuje s obitelji Izumi, dok su njegovi biološki roditelji poginuli u nesreći. Kada je, slučajno, saznao da je usvojen, Izzy se odaljavao od svojih roditelja i priklanjao se računalu, no to se popravlja kada mu roditelji konačno priznaju istinu. Izzy je iznimno inteligentan i taktičan te će uvijek razmisliti prije nego nešto napravi, ali je također i hrabar i stalo mu je do drugih. Pokušat će pomoći kako god zna i uvijek će dati potreban savjet, a kada se suoči sa zagonetkom, neće odustati dok ne pronađe rješenje. Povremeno zna biti i tvrdoglav. Nosioc je Simbola Znanja. 
U Japanu mu glas posuđuje Umi Tenjin, dok su za engleski i njemački prijevod glasove posudile Mona Marshall i Julia Blankenberg.

## PreludijDigimon Adventureu
Izzy je bio među djecom (koja će kasnije postati Izabrana) koja su s balkona svojih stanova, tijekom misterioznih događanja, svjedočila borbi između Parrotmona i Greymona, čime je postao jedan od Izabrane djece. Dok je još bio u ranom djetinjstvu, biološki su mu roditelji poginuli u automobilskoj nesreći. Izzy je uskoro usvojen i tako je započeo život s obitelji Izumi, a kasnije je čuo kako je usvojen tijekom jedne noći kada nije mogao zaspati. Nakon tog slučajnog saznanja, zahladio je odnosne s roditeljima, pogotovo s majkom, i posvetio se računalu.

## Digimon Adventure
Izzy je desetogodišnjak koji pohađa četvrti razred Osnovne škole Odaiba. Računalni je genije unutar grupe i najznatiželjniji od svih njih, zbog čega je konstantno u potrazi za novim informacijama i teorijama kojima bi objasnio nepoznato. Takav stav zahtijeva mir i tišinu, zbog čega Izzy često voli biti sam. On je jedina osoba na svijetu (kako je naglašeno tijekom animea) koja bi na ljetni kamp ponijela svoj laptop, što je i doista napravio. Po pojavljivanju polarne svjetlosti i padanja Digivicea s neba, Izzy je zajedno s ostalima poslan u Digitalni svijet gdje je upoznao svog partnera, veselog Motimona. Iako je Izzyjeva uloga tijekom prvih par epizoda uglavnom sekundarna, pokazao se kao dobar planer i savjetodavac te kao jedini koji je pokazao ozbiljniju zanimaciju za učenje o Digitalnom svijetu. 
No, ubrzo se upravo ta njegova znatiželja, kao i njegva snalažljivost za računalom, pokazala iznimno korisnom. Kada su došli do tajanstvene tvornice, Izzyjev je laptop proradio i on se ubacio u izvor energije tvornice, koji je zapravio bila soba u obliku velike baterije. Dok je ostatak grupe lutao po tvorcni i pronašao Andromona, koji ih je pod utjecajem Crnog zupčanika napao, Izzy je istraživao misteriozne simbole i njihov efekt, te je otkrio kako su iznimno važni za funkcioniranje tvornice. Ujedno, dok je utipkavao kod kako bi prepisao simbole, uspio je izazvati čudnu reakciju pregrijavanja kod Tentomona. Kasnije, kada su se sva djeca suočila s Andromonom, koji je kao Ultra level bio prejak, Tentomon je Izzyju savjetovao da ponovo utipka isti kod. Kada je Izzy to učinio, Tentomon je Digivoluirao u Kabuterimona i oslobodio Andromona utjecaja Crnog zupčanika. Izzy je dalje nastavio baviti skupljanjem podataka i boljim razumijevanjem Digitalnog svijeta. Nakon što su se djeca prvi puta suočili s Devimonom i bili razdvojeni, Izzy je s Tentomonom završio u šumovitom dijelu otoka gdje je naišao na starinski hram sličan onome naroda Azteka. Tamo je ponovo naišao na misteriozne simbole te se bacio na analizu, što je smetalo Tentomonu koji je smatrao da trebaju pronaći ostale. Ubrzo su ih pronašle Mimi i Palmon koje su predložile isto, no Izzy ih je oboje ignorirao, u potpunosti se posvetivši svojoj analizi. Kada je Mimi pobjegla u hram, a Tentomon krenuo za njom, Izzy je otkrio kako se radi o labirintu i napravio sve kako bi pomogao i doveo ih na sigurno mjesto, pogotovo kada ih je napao Centarumon pod utjecajem Crnog zupčanika. Nakon što je spasio Mimi i od Centarumona saznao priču o Digiviceu, Izzy je uspio obrnuti putanju otoka i tako vratio taj dio otoka prema Brdu beskraja. 
Kada se nakon Devimonovog pada pojavio Gennai, Izzy je bio taj koji je pokazao najviše interesa za tehničke detalje njegova govora i izradio mapu pomoću koje bi uspjeli doći do Servera. Njegova uloga na Severu nije toliko značajna na samom početku. Dok su trenirali s Piximonom, Matt i Izzy su uspjeli locirati svoje Simbole koje su pokupili unutar bunara, a kasnije je Izzy stupio u kontakt s Datamonom, koji je bio zarobljen unutar Etemonove piramide. Smislio je plan kako u nju ući i kasnije pomogao Taiju da oslobode Datamon, a no nije mogao spriječiti otmicu Sore. Kasnije je otkrio kako je piramida zapravo dvostrana i kako se Datamon nalazi u donjem djelu te je tako otišao s Taijem kako bi pomogao osloboditi Soru, u čemu su i uspjeli. Nakon što je MetalGreymon kasnije porazio Etemona, Izzy se, kao i ostatak, odvojio od grupe i sam krenuo s Tentomonom kako bi bolje upoznao Digitalni svijet. Tai, koji se u međuvremenu vratio kući, uspio je primiti računalnu poruku omamljenoga Izzyja koji mu je savjetovao da se ne vraća u Digitalni svijet, nakon čega je prijenos poruke prekinut. 
Kasnije saznajemo kako je Izzy na svom putu završio i Vademonovom svemiru gdje mu je Vademon oteo Znatiželju, Digivice i Simbol te ga natjerao da proučava nekakvu suludu metodu samospoznaje. Tijekom te je vježbe Izzy stupio u kontakt s Taijem u stvarnom svijetu, zbog čega je njegova poruka bila onakva kakva jest. Iako ga je Tentomon nagovarao da se smiri i prekine s glupostima, Izzy je bio grub i uporan, što je uzrokovalo Tentomonovu de-Digivoluciju. Tek kada je Tentomon došao na svoj najniži level, Izzy je shvatio svoju pogrešku i smislio plan kako prevariti Vademona. Uspio je i njega i DemiDevimona zaključati u Vademonovom svemiru dok su Motimon i on vratili Izzyjeve predmete natrag. Ubrzo je došlo do borbe s Vademonom, a kada Kaburerimon nije bio u mogućnosti poraziti ga, Izzy je pripomogao Kabuterimonu da Digivoluira na Ultra level u MegaKabuterimona, koji je tada porazio Vademona. Izzy se tada našao s Mattom i T.K.-jem, te su ovi nastavili put. 
Nakon što su, prateći Myotismona i njegovu vojsku, djeca došla natrag u svoj svijet, Izzy je od Gennaija dobio dva nova računalna programa. Prvi mu je omogućio praćenje i lociranje Digimona, zbog čega je i locirao Raremona u Tokijskom zaljevu i porazio ga, tako umaljivši eventualnu štetu koju je napravio. Izzy je tijekom te potjere uspio locirati i osmi Digivice, no izgubio ga je iz vida kada ga je vrana odnijela u svoje gnijezdo. Drugi računalni program stvarao je Digitalnu barijeru na manjem prostoru koja je onemogućavala Digimonima da vide ljude i pojave oko sebe. To je bilo iznimno korisno kada su Bakemoni i Phantomon otimali ljude iz domova jer je Izzy spriječio da vide njega i njegove roditelje u njegovoj sobi. Bakemon je tu sobu kasnije napustio zabeteknut jer je u zraku vidio palicu i tavu kako lebde, ali ne i Izzyjeve roditelje koji su ih držali. Kasnije, Izzy je primao poruke od Gennaija te je tako dobio i proročanstvo o pravom Kralju Tame. Iako je bilo poprilično nejasno, Izzy je uz malu pomoć ostalih uspio dešifrirati značenje proročanstva i tako pomogao Agumonu i Gabumonu da Digivoluiraju u WarGreymona i MetalGarurumona i poraze VenomMyotismona. 
Tijekom ovih zbivanja, Izzyjevi roditelji mu priznaju kako mu oni nisu pravi roditelji, već da su oni poginuli u automobilskoj nesreći. Nakon njihove smrti, dalji rođak Izzyjevog oca ga je usvojio i tako postao njegov novi otac. Izzy je njima tada priznao da je to slučajno čuo tijekom jednog njihovog razgovora, što je i bio razlog njegove izolacije. 
Kada se djeca vrate, Izzyjev laptop postaje iznimno korisna naprava. Uz analize Digimona, on sada može analizirati razna svojstva i sposobnosti Digimona i tako pomoću u stvaranju planova za pobjeđivanje istih. Sudjelovao je u smišljanju planova za pobjeđivanje svakog od četiri Gospodara tame - otkrio je kako WarGreymonov oklop može biti nevjerojatno koristan protiv MetalSeadramona, smislio plan kako ući u Puppetmonovu kuću i boriti se s njim iz nje, pomogao prilikom lociranja ljekarni, zavaravanja Velike imperijalne metalne vojske i popratnog bijega od Machinedramona i sudjelovao i smišljao planove za borbu s Piedmonom. 
Tijekom borbe s Piedmonom je privremeno pretvoren u privjesak za ključ, no ubrzo je vraćen u svoje izvorno stanje. Nakon pobjede nad Apocalymonon, Izzy je izračunao kako djeca mogu ostati u Digitalnom svijetu još punih 118 godina zbog vremenske razlike (planirali su tamo ostati do kraja ljetnih praznika), no Gennai ga je upozorio da je sada, kada Apocalymona više nema, vremenska razlika nestala i da se ipak moraju vratiti. Nakon oproštaja sa svojim Digimonima, Izzy se tramvajem sa Seadramonovog jezera vraća u Stvarni svijet zajedno s ostalima. Tijekom ove borbe, Izzy je razvio dobre prijateljske odnose sa svima, ali najbolje se snalazio s Taijem, s kojim je uspostavio bratski odnos i kojemu je pomagao i tijekom ove borbe, ali i kasnije. 

### Naša ratna igra!
U Našoj ratnoj igri! vidimo Izzyja bez rukavica i istoj narančastoj košulji, ali otkopčanoj, ispod koje je majica, što je još jedna od promjena odjeće u odnosu na cijelu prvu sezonu animea. Izzy je jedan od prvih koji otkrije opasno Digi-jaje inficirano virusom na internetu i brzo odleti do Taija kako bi ga obavijestio o situaciji. Njih dvoje pokušaju kontaktirati ostale, no jedva uspiju dobiti Matta i T.K.-ja, dok su ostali nedostupni. Dok Matt i T.K. traže pristup internetu, Izzy i Tai kontaktiraju Gennaija koji oslobađa Agumona i Tentomona na internet kako bi se borili s Infermonom - ali bezuspješno. Dok u pomoć pristižu Gabumon i Patamon, Izzy otkriva kako je Infermon na Ultra levelu, te da je preskočio Champion level prilikom rapidne Digivolucije. Patamon i Tentomon tada pokušavaju napraviti Ultra Digivoluciju, no Infermon ih eliminira iz borbe prije nego što uspiju.
Kako je njegov Digimon odustao od borbe, Izzy pokušava smiriti Taija da ne ošteti računalo koje su koristili, no mora na zahod zbog sumnjivih pića koja je spremila Taijeva mama, a kada se vrati, pronalazi zabezeknutog Taija koji je uspio zablokirati računalo. Izzy intervenira što brže može kako bi ponovo osposobio WarGreymona za borbu s novim neprijateljem, Diaboromonom, Infermonovim Mega levelom. Uskoro na računalo počinju stizati brojni mailovi podrške od strane djece diljem svijeta. Ali, velika količina podataka uspori WarGreymona koji postaje laka meta i nedostojan protivnik. Izzy tada odašilje odgovore svima da prestanu slati mailove jer usporavaju WarGreymona, no čak ni to ne pomaže u borbi s Diaboromonom. Tada se dogodi iznenadna DNA Digivolucija iz koje nastaje Omnimon, kombinacija WarGreymona i MetalGarurumona. Iako puno snažniji od njega, Omnimon ne može poraziti Diaboromona zbog brzine - Diaboromon svaki put spretno pobjegne kada ga Omnimon uoči. Izzy se tada dosjeti i zamoli djecu da svoje mailove šalju na Diaboromonovu adresu, nadajući se da će se dogoditi isto kao i s WarGreymonom - i bio je u pravu. Diaboromon je usporio i tako postao laka meta za Omnimona koji ga je uništio jednim udarcem, tako spriječivši i aktivaciju nuklearnog projektila koju je Diaboromon izveo. 
Tijekom svibnja 2000., Izzy se, zajedno s ostalom djecom, vratio u Digitalni svijet i predao moć svog Simbola Znanja kako bi postavio zaštitnu barijeru u Digitalnom svijetu. Kao posljedica toga, Tentomon se nije mogao razviti u MegaKabuterimona.

## Digimon Adventure 02
Tri godine nakon Digimon Adventura, Izzy pohađa sedmi razred i predsjednik je informatičkog kluba u svojoj školi, te kao takav ima slobodan pristup kabinetu informatike, te je tako bio jedan od prvih koji je otkrio da su vrata za Digitalni svijet. Iako njegova uloga nije toliko značajna kao Taijeva, Izzy je i u drugoj sezoni animea obavljao ulogu taktičara te je pratio i analizirao stanje u Digitalnom svijetu, upozoravajući nove Izabrane na opasnosti. Iako je većinu podataka dobivao of Tentomona bez da je ulazio u Digitalni svijet, Izzy se pri samom početku uputio zajedno sa Sorom, Joli i Codyjem u Digitalni svijet i tu posvjedočio Armor Digivoluciji i Codyjevom preuzimanju Digi-jaja Znanja. Ostatak zadataka i planiranja obavljao je uglavnom iz stvarnoga svijeta, često iz svog doma gdje su se nova i stara Izabrana djeca često sastajala. Kada su ExVeemon i Stingmon izvršili DNA Digivoluciju u Paildramona, Izzy je bio taj koji je svima objasnio princip DNA Digivolucije i nadovezao se na prijašnju borbu s Diaboromonom gdje su WarGreymon i MetalGarurumon izvršili prvu DNA Digivoluciju u Omnimona. 
Prilikom pada Cara Digimona, Izzy je bio taj koji je osmislio plan o imoboliziranju njegove leteće utvrde. Znajući kako će na svom putu preletjeti preko naftovoda, Izzy je rekao Gabumonu i Agumonu da svojim napadima zapale naftu i izazovu požar koji bi privremeno imobilizirao i poremetio rad Careve utvrde, što je djeci omogućilo ulazak. Kada je, nakon pobjede nad Kimeramonom i uništenja utvrde, došlo do poremećaja, Izzy je također savjetovao djecu što da rade kako bi to zaustavili. 
Preko svoje suradnje s Willisom, Izzy je također otkrio tajnu novih Digivicea. Za razliku od starih, koje je posjedovao i on, novi su Digivice imali trostruku funkciju zbog čega im je Izzy dao ime D-3 Digivice. Kasnije je također pretpostavio kako su mogućnosti D-3 Digivicea te koje omogućavaju otvaranje vrata za Digitalni svijet. Njegova teza se, kao i dosta puta, pokazala ispravnom i, na temelju toga, djeca su svakodnevno mogla ulaziti u Digitalni svijet kad god su imali vrata pred sobom. 
Tijekom rješavanja kaosa izazvanog naglim dolaskom velikog broja Digimona u Stvarni svijet, Izzy je zajesno s Kari krenuo u Hong Kong kako bi pomogao u rješavanju krize. Tamo su se susreli s honkonškom Izabranom djecom čija su tri Octomona pomogla u rješavanju problema izazvanih u samom gradu. Iako je došlo do nesporazuma jer nitko nije dobro govorio engleski ni kineski, na koncu su se svi snašli i pomogli u rješavanju problema i u Indiji, poslavši tako sve Digimone iz te regije natrag u njihov pravi dom. 
Pomogao je djeci i tijekom posljednjeg susreta s Kuratom i otetom djecom, pružajući im savjete i praveći im društvo do trenutka kada Kurata nije krenuo i Digitalni svijet, no, kao ni ostatak prve generacije djece, nije mogao proći kroz vrata. 
U epilogu druge sezone saznajemo kako je Izzy 2027. godine, zajedno s Tentomonom, Joeyjevim bratom i Sorinim tatom, utemeljio istraživački tim koji se bavio proučavanjem i boljim razumijevanjem Digitalnog svijeta. Saznajemo kako je i oženjen (iako ne za koga), te kako ima kći čiji je partner Motimon.

### Hurricane Touchdown/Supreme Evolution! The Golden Digimentals
Na početku filma možemo vidjeti Izzyja kako upgradea svoje računalo, da bi na koncu bio uhvaćen zajedno s ostalom Izabranom djecom iz prve generacije i poslan u drugu dimenziju. Zahvaljujući Wendigomonu, Izzy se postepeno pomlađivao dok nije došlo do njegovog oslobođenja na kraju filma.

### Diaboromon uzvraća udarac
Diaboromon, opasni protivnik iz prvog filma, uspio se vratiti i počeo stvarati nove probleme djeci. Iako Tai preuzima ulogu vođe, Izzy je taj koji ima bolje saznanje o cjelokupnoj situaciji i ponovo preuzima ulogu taktičkog vođe. Odgovoran je za planiranje napada na Diaboromona i Armageddemona, kao i za okupljanje sve izabrane djece (uključujući i Mimi, koja je otputovala u SAD) s ciljem pružanja pomoći u pobjeđivanju Diaboromona i zaustavljanju kaosa kojeg uzrokuje.

## Ime
Iako se u japanskoj verziji njegovo puno ime navodi kao Kōhshirōh "Izzy" Izumi, engleske i europske verzije su to ime romanizirale kao Kōshirō, iako je u svim europskim, pa i engleskoj, verzijama poznat isključivo kao Izzy Izumi te su ga tako oslovljavali i njegovi prijatelji. Njegovo puno ime, Kōshirō, navodi se samo u prvoj epizodi prilikom predstavljanja likova.

## Zanimljivosti
- Izzy sa sobom stalno nosi žuti laptop sa slikom ananasa, što je, na temelju izgleda, moguća referenca na Appleov iBook. U mangi Digimon Adventure njegov se laptop naziva PiBook. Također, nekoliko snimki ekrana njegovog laptopa pokazuju operativni sustav sličan Mac OS-u.
- Ipak, u drugom su filmu sva računala, tako i Izzyjev laptop, za operativni sustav imala Windows, što je posljedica promjene animacijskog studija.
- U 10. epizodi prve sezone, Tajanstveni labirint, saznajemo kako nosi narančaste bokserice.
- Izzy na službenom soundtracku ima dvije pjesme na japanskom jeziku, "Version Up" i "Open Mind", te još jednu koju izvodi s Tentomonom i koja je naslovljena "Sekaijuu no Keshiki wo!".

## Vanjske poveznice
- Izzy Izumi na Digimon Wiki